# نیتامبووا
نیتامبووا (به لاتین: Nittambuwa) یک منطقهٔ مسکونی در سری‌لانکا است که در استان غربی، سری‌لانکا واقع شده‌است.